# Psalistops venadensis
Psalistops venadensis är en spindelart som beskrevs av Valerio 1986. Psalistops venadensis ingår i släktet Psalistops och familjen Barychelidae.
Artens utbredningsområde är Costa Rica. Inga underarter finns listade i Catalogue of Life.